# Rampini E80
Le Rampini E.80 est un midibus urbain électrique fabriqué par le constructeur italien Rampini S.p.A. à partir de 2010.

## Histoire
Ce véhicule, électrique comme toute la gamme du constructeur italien, est un midibus électrique conçu avec un plancher ultra-bas et plat, accessible sans accessoire par un PMR avec fauteuil roulant, sans aucune aide extérieure. La porte latérale coulissante dégage un passage de 1,10 mètre. Le véhicule s'incline (kneeling) de 70 mm pour faciliter l'accès à bord.

## Caractéristiques techniques
Ce midibus, aux dimensions minimales de la catégorie, idéal pour les centres-villes anciens aux ruelles étroites, peut transporter 48 personnes dont 13 assises, 30 debout avec 1 fauteuil roulant ou 34 personnes debout. A part le moteur de traction, toute la partie technique est de conception et fabrication interne et brevetée par le constructeur "Rampini". Il dispose d'une traction électrique avec des batteries lithium ferrite de 200 kWh.
Le système de freinage doté de l'ABS, ASR, EBS et ESC, est équipé d'un système de récupération d'énergie. Il offre une autonomie de 190 km et peut recevoir une recharge rapide du groupe de batteries. La consommation, en cycle urbain, est de 0,84 kWh/km.
Le véhicule est chauffé et climatisé avec régulation automatique.